# Грудек (гмина)
Гру́дек (пол. Gródek) — сельская гмина (волость) в Польше, входит как административная единица в Белостокский повет Подляского воеводства. Население — 5680 человек (на 2011 год). Административный центр гмины — деревня Грудек.

## Демография
Данные по переписи 2011 года:
| Перепись            | Всего | Мужчины | Женщины |
| ------------------- | ----- | ------- | ------- |
| Всего               | 5680  | 2750    | 2930    |
| Городское население | 0     | 0       | 0       |
| Сельское население  | 5680  | 2750    | 2930    |

## Поселения
1. Багно
2. Белевиче
3. Бобровники
4. Борки
5. Хомонтовце
6. Довнево
7. Дзерняково
8. Глейск
9. Гобяты
10. Грудек
11. Грудек-Колёня
12. Гжибовце
13. Якубин
14. Ярылувка
15. Юзефово
16. Колодно
17. Кондыцья
18. Кози-Ляс
19. Крулёве-Стойло
20. Крулёвы-Мост
21. Куберка
22. Лужаны
23. Мелешки
24. Мелешки-Колёня
25. Мостовляны
26. Нарейки
27. Новосюлки
28. Палатки
29. Пещаники
30. Пилатовщызна
31. Подозераны
32. Подзалуки
33. Пшеходы
34. Радунин
35. Руда
36. Скробляки
37. Случанка
38. Софиполь
39. Страшево
40. Стрыеньщызна
41. Свислочаны
42. Турово
43. Валилы
44. Валилы-Двур
45. Валилы-Стацья
46. Вейки
47. Веробе
48. Выжары
49. Залуки
50. Зажечаны
51. Засады
52. Зелёна
53. Зубки
54. Зубры

## Соседние гмины
1. Гмина Крынки
2. Гмина Михалово
3. Гмина Супрасль
4. Гмина Шудзялово
5. Гмина Заблудув